# Supercoppa qatariota 2016 (pallavolo maschile)
La Supercoppa qatariota 2016 si è svolta il 14 ottobre 2016: al torneo hanno partecipato due squadre di club qatariote e la vittoria finale è andata per la terza volta consecutiva all'Al-Arabi.

## Regolamento
Le squadre hanno disputato una gara unica.

## Squadre partecipanti
| Squadra   | Qualificazione                                                   | Ultima partecipazione     |
| --------- | ---------------------------------------------------------------- | ------------------------- |
| Al-Arabi  | Vincitrice Qatar Volleyball League 2015-16/Coppa dell'Emiro 2016 | Supercoppa qatariota 2015 |
| Al-Rayyan | Finalista Coppa del Qatar 2016                                   | Supercoppa qatariota 2015 |

## Torneo
| 14 ottobre 2016 Al-Arabi Hall, Doha Durata: ? - Spettatori: ? | Al-Arabi | 3 - 0 | Al-Rayyan | 25-17, 25-13, 25-19 |